# Nassarina rietae
Nassarina rietae is een slakkensoort uit de familie van de Columbellidae. De wetenschappelijke naam van de soort is voor het eerst geldig gepubliceerd in 2004 door Segers & Swinnen.